# Appalto dei servizi pubblici
Con l'appalto dei servizi pubblici una Stazione appaltante aggiudica i servizi da espletare ad un operatore economico (impresa, associazione temporanea di imprese, consorzio, ecc.) che si indica col termine di appaltatore.

## Gli affidamenti dei servizi di trasporto pubblico locale
La normativa che regola l'affidamento dei servizi di trasporto pubblico locale è stata rivista più volte negli anni. Inizialmente i servizi erano gestiti da aziende municipalizzate; successivamente si è imposta la loro trasformazione in società per azioni per favorire poi l'apertura al mercato. Il passaggio verso un meccanismo di "concorrenza per il mercato" è tuttora in corso.

### Tipologie di appalti e di contratti
Il servizio pubblico locale, rientrando nella categoria dei servizi pubblici, deve essere erogato indipendentemente dall'effettivo profitto che se ne può trarre con la vendita dei titoli di viaggio. In altre parole, il fatto di essere un servizio pubblico impone che gli autobus (ad esempio) possano anche andare in giro semi-vuoti, indipendentemente da pure logiche di profitto aziendale.
Il profitto per l'azienda esercente deriva in parte dalla vendita dei titoli di viaggio e in parte dal corrispettivo erogato dall'ente affidante. Le modalità specifiche possono differire secondo le seguenti tipologie di contratti:
- contratto net cost: sia il rischio industriale (legato ai costi di esercizio ed all'attività di impresa) che in rischio commerciale – legato all'attività di vendita, cioè  al livello di ricavi ottenibile – sono a carico del gestore, che ottiene un corrispettivo pattuito in anticipo e calcolato come differenza tra costi di esercizio e ricavi da traffico preventivati. In tale tipologia l'ente affidante conosce a priori l'onere netto che dovrà sostenere. Questo contratto è ritenuto fortemente incentivante perché spinge sia a contenere i costi che ad attuare strategie a sostegno della domanda;

- contratto gross cost: il rischio industriale è a carico del gestore, mentre il rischio commerciale è a carico dell'ente concedente. Il gestore cioè riceve un corrispettivo basato sui soli costi, concordato in anticipo e pagato per la produzione di un ammontare prestabilito di servizio. In tale tipologia, il gestore non deve fare previsioni sulle entrate del servizio offerto. L'impresa è incentivata solo a contenere i costi, mentre i ricavi sono gestiti ed incassati esclusivamente dall'ente affidante;

### Criteri di aggiudicazione degli appalti
L'affidamento degli appalti viene definito in base a diversi fattori.
Per la scelta dell'azienda che gestirà il servizio pubblico, le Stazioni appaltanti aggiudicano secondo il criterio dell'offerta economicamente più vantaggiosa (OEPV) e stilano una tabella di criteri con relativi punteggi che tiene conto di numerose variabili: prezzi, qualità, tecnologie impiegate, criteri ambientali minimi, condizioni dei lavoratori, ecc.